# Citi Open 2015
Il Citi Open 2015 è stato un torneo di tennis giocato sul cemento a College Park presso Washington dal 3 al 9 agosto 2015. La 47ª edizione del torneo maschile, che fa parte della categoria ATP World Tour 500 series nell'ambito dell'ATP World Tour 2015 è stata vinta dal giapponese Kei Nishikori e la 5ª edizione del torneo femminile, che fa parte della categoria International nell'ambito del WTA Tour 2015, è stata vinta dalla statunitense Sloane Stephens.

## Partecipanti ATP

### Teste di serie
| Nazionalità | Giocatore        | Ranking* | Testa di serie |
| ----------- | ---------------- | -------- | -------------- |
| Regno Unito | Andy Murray      | 3        | 1              |
| Giappone    | Kei Nishikori    | 5        | 2              |
| Croazia     | Marin Čilić      | 9        | 3              |
| Francia     | Richard Gasquet  | 13       | 4              |
| Sudafrica   | Kevin Anderson   | 15       | 5              |
| Bulgaria    | Grigor Dimitrov  | 16       | 6              |
| Spagna      | Feliciano López  | 18       | 7              |
| Stati Uniti | John Isner       | 19       | 8              |
| Serbia      | Viktor Troicki   | 20       | 9              |
| Croazia     | Ivo Karlović     | 22       | 10             |
| Australia   | Bernard Tomić    | 25       | 11             |
| Francia     | Adrian Mannarino | 27       | 12             |
| Canada      | Vasek Pospisil   | 29       | 13             |
| Stati Uniti | Sam Querrey      | 30       | 14             |
| Uruguay     | Pablo Cuevas     | 31       | 15             |
| Stati Uniti | Jack Sock        | 35       | 16             |

* Ranking al 27 luglio 2015.

### Altri partecipanti
I seguenti giocatori hanno ricevuto una Wild card:
- Tommy Haas
- Lleyton Hewitt
- Nicolás Jarry
- Denis Kudla

I seguenti giocatori sono passati dalle qualificazioni:

- Ryan Harrison
- Darian King
- Marinko Matosevic
- Yoshihito Nishioka
- Guido Pella
- John-Patrick Smith

## Partecipanti WTA

### Teste di serie
| Nazionalità | Giocatrice         | Ranking* | Testa di serie |
| ----------- | ------------------ | -------- | -------------- |
| Russia      | Ekaterina Makarova | 11       | 1              |
| Australia   | Samantha Stosur    | 21       | 2              |
| Svizzera    | Belinda Bencic     | 22       | 3              |
| Russia      | Svetlana Kuznecova | 24       | 4              |
| Francia     | Alizé Cornet       | 28       | 5              |
| Romania     | Irina-Camelia Begu | 29       | 6              |
| Stati Uniti | Coco Vandeweghe    | 32       | 7              |
| Kazakistan  | Zarina Dijas       | 33       | 8              |

* Ranking al 27 luglio 2015.

### Altre partecipanti
Le seguenti giocatrici hanno ricevuto una Wild card:
- Louisa Chirico
- Taylor Townsend
- Coco Vandeweghe

Le seguenti giocatrici sono passate dalle qualificazioni:

- Naomi Broady
- Julia Glushko
- Sanaz Marand
- An-Sophie Mestach

## Campioni

### Singolare maschile
Kei Nishikori ha sconfitto in finale  John Isner per 4-6, 6-4, 6-4.
- È il decimo titolo in carriera per Nishikori, il terzo dell'anno.

### Singolare femminile
Sloane Stephens ha sconfitto in finale  Anastasija Pavljučenkova con il punteggio di 6-1, 6-2.
- È il primo titolo in carriera per la Stephens.

### Doppio maschile
Bob Bryan /  Mike Bryan hanno sconfitto in finale  Ivan Dodig /  Marcelo Melo per 6-4, 6-2.

### Doppio femminile
Belinda Bencic /  Kristina Mladenovic hanno sconfitto in finale  Lara Arruabarrena /  Andreja Klepač con il punteggio di 7-5, 7–6(7).